# Zaklad Božje milosti
Zaklad Božje milosti (tudi zaklad zasluženj) je izraz, ki v Rimskokatoliški Cerkvi opisuje izmenjavo Božje milosti med verniki. 
Ljudje, ki živijo svetniško ali skoraj svetniško, pridobijo s svojo pobožnostjo, molitvijo in žrtvovanjem več Božje milosti kot je potrebujejo. Presežek, ki se nabere po njihovem zasluženju,  se »uskladišči« v zakladnici Božje milosti, ki jo upravlja Cerkev. Cerkev to Božjo milost posreduje drugim (nekoliko bolj grešnim) vernikom s podeljevanjem odpustkov. 
Martin Luther je protestiral proti temu konceptu v svojih 95 tezah (glej teze 56-60) - pri tem velja poudariti, da ni izrazil dvoma v obstoj zaklada Božje milosti, pač pa je trdil, da Cerkev tega zaklada ne more upravljati. Milost podeljuje samo Bog osebno.
Luthra (pa tudi številne druge ljudi) je še zlasti motilo prodajanje odpustkov za denar. Rimskokatoliška cerkev je pozneje prepovedala prodajanje odpustkov ozioma Božje milosti za denar, prav tako pa je prepovedala tudi podeljevanje odpustkov za grehe, ki še niso bili storjeni (za vnaprej).